# 스폴토레
스폴토레(이탈리아어: Spoltore)는 이탈리아 아브루초주 페스카라도에 위치한 코무네다.